# ستيفان آدم
ستيفان آدم (بالفرنسية: Stéphane Adam)‏ (14 مايو 1969 ليل فرنسا - ) هو لاعب كرة قدم فرنسي يلعب كمهاجم.

## روابط خارجية
- ستيفان آدم على موقع رابطة كرة القدم الفرنسية للمحترفين (الإنجليزية)
- ستيفان آدم على موقع قاعدة بيانات كرة القدم.إي يو (الإنجليزية)
- ستيفان آدم على موقع Soccerbase.com (لاعب) (الإنجليزية)
- ستيفان آدم على موقع عالم كرة القدم.نت (الإنجليزية)